# Каштелан, Юре
Юре Каштелан (хорв. Jure Kaštelan, 18 декабря 1919, с. Закучац близ г. Омиш — 24 февраля 1990, Загреб) — один из крупнейших поэтов Хорватии, прозаик, драматург, литературовед, переводчик.

## Биография
Участник народно-освободительного движения в Югославии в 1941—1945 гг. После второй мировой войны работал в издательствах и газетах. С 1949 до 1980 — доцент кафедры югославской литературы философского факультета Загребского университета, с 1956 пo 1958 читал лекции по хорватскому языку в Сорбонне.
Участник Новисадского совещания о единстве сербскохорватского языка (1954).

## Творчество
Дебютировал в 1937 году.
Социальная направленность творчества сочеталась у него с модернизацией формы, использованием авангардной, сюрреалистической техники. Ю. Каштелану удалось объединить фольклорную сказочную традицию с авангардной раскованностью стиха, ритма и метафор.
Основные темы сборников — острые общественные и моральные проблемы, бунтарство, гуманизм, война и мир.
Юре Каштелан в своих стихах воспел героическую партизанскую борьбу против фашизма. Рисуя борьбу, смерть и страдания в годы мировой войны, поэт утверждал любовь к человеку, свободу и мир. Идеи поэзии автора — сила жизни, красота природы, жажда счастья для людей; ей свойственны символика, романтический пафос и афористичность.
Испытал влияние поэзии А. Цесарца.

## Избранная библиография
- Поэтические сборники:
  - Красный конь (1946),
  - Петух на крыше (1950),
  - Быть или не быть (1955),
  - Немного камня и много мечтаний (1957)
  - Звездная темное время суток (1966)
- Сборник прозы
  - Чудо и смерть (1961)
- Пьеса
  - Песок и пена (1958) и др.

Переводил с русского и итальянского языков. Кроме того, осуществил много переводов стихов своего кумира испанского поэта — Гарсиа Лорка.